# Bledar Sejko
Bledar Sejko (19 februari 1971) is een Albanees zanger.

## Overzicht
Sejko raakte in 1989 bekend door zijn deelname aan Festivali i Këngës, een prestigieus Albanees muziekfestival. Samen met Morena Reka en Redon Makashi vertolkte hij het nummer Jemi zemra e çdo moshë. Het trio strandde op de tweede plaats. Tussen 1992 en 1995 was hij gitarist in de band Thunder Way. In 2011 stond hij als gitarist met Aurela Gaçe mee op het podium tijdens het Eurovisiesongfestival 2011 in Düsseldorf, Duitsland.
In 2012 waagde hij opnieuw zijn kans in Festivali i Këngës. Samen met Adrian Lulgjuraj vertolkte hij tijdens Festivali i Këngës 2012 het nummer Identitet. Het duo won het festival. Aangezien Festivali i Këngës sedert 2004 dienstdoet als Albanese voorronde voor het Eurovisiesongfestival, vertegenwoordigden zij Albanië op het Eurovisiesongfestival 2013 in Malmö te Zweden. Het lied raakte daar niet voorbij de halve finale.
2004: Anjeza Shahini · 
2005: Ledina Çelo · 
2006: Luiz Ejlli · 
2007: Aida & Frederik Ndoci · 
2008: Olta Boka · 
2009: Kejsi Tola · 
2010: Juliana Pasha · 
2011: Aurela Gaçe · 
2012: Rona Nishliu · 
2013: Adrian Lulgjuraj & Bledar Sejko · 
2014: Hersjana Matmuja · 
2015: Elhaida Dani · 
2016: Eneda Tarifa · 
2017: Lindita · 
2018: Eugent Bushpepa · 
2019: Jonida Maliqi · 
2021: Anxhela Peristeri · 
2022: Ronela Hajati · 
2023: Albina & Familja Kelmendi · 
2024: Besa · 
2025: Shkodra Elektronike
- Bibliothèque nationale de France: cb16737847c (data)
- International Standard Name Identifier: 0000 0004 2648 4090
- MusicBrainz: d54c5633-24a4-493d-bae1-146ca392f06c
- Virtual International Authority File: 306322694